# Symplectoscyphus candelabrum
Symplectoscyphus candelabrum är en nässeldjursart som beskrevs av Vervoort och Watson 2003. Symplectoscyphus candelabrum ingår i släktet Symplectoscyphus och familjen Sertulariidae. Inga underarter finns listade i Catalogue of Life.